# Franco Croci
Franco Croci (ur. 25 czerwca 1930 w Mediolanie, zm. 28 lipca 2021) – włoski duchowny rzymskokatolicki, urzędnik Kurii Rzymskiej, w latach 2007-2010 wiceprzewodniczący Biura Pracy Stolicy Apostolskiej.

## Życiorys
Święcenia kapłańskie przyjął 30 września 1961. 3 grudnia 1999 został mianowany sekretarzem Prefektury Ekonomicznych Spraw Stolicy Apostolskiej i biskupem tytularnym Potentia in Piceno. Sakrę biskupią otrzymał 6 stycznia 2000. 13 października 2007 objął urząd wiceprzewodniczącego Biura Pracy Stolicy Apostolskiej, pozostał nim do 1 stycznia 2010.